# 고려고등학교
고려고등학교(高麗高等學校)는 대한민국 광주광역시 북구 삼각동에 있는 사립 고등학교이다.

## 학교 연혁
- 1985년 5월 6일 : 학교법인 고려학원 설립인가
- 1985년 5월 6일 : 초대 고창주 이사장 취임
- 1986년 12월 1일 : 고려고등학교 설립 인가
- 1987년 1월 23일 : 초대 고제현 교장 취임
- 1987년 2월 25일 : 고려고등학교 본관 준공
- 1987년 3월 6일 : 고려고등학교 제1회 입학식
- 1989년 4월 16일 : 생활관 준공
- 1997년 10월 2일 : 체육관(효봉관) 준공
- 2003년 3월 27일 : 태권도부 합숙소 준공
- 2023년 3월 1일 : 제6대 김현호 교장 취임
- 2024년 7월 2일 : 급식소 준공
- 2024년 7월 5일 : 다목적 강당 준공
- 2024년 7월 23일 : 제3대 고광재 이사장 취임
- 2025년 2월 10일 : 고려고등학교 제36회 졸업식
- 2025년 3월 4일 : 고려고등학교 제39회 입학식

## 참고 자료
- 고려고등학교 - 한국교육학술정보원 학교알리미